# Криничное (Гуляйпольский район)
Криничное (укр. Криничне) — село,
Верхнетерсянский сельский совет,
Гуляйпольский район,
Запорожская область,
Украина.
Код КОАТУУ — 2321880503. Население по переписи 2001 года составляло 20 человек.

## Географическое положение
Село Криничное находится на расстоянии в 1,5 км от сёл Цветковое, Староукраинка и Святопетровка.
По селу протекает пересыхающий ручей с запрудой.
Через село проходит железная дорога, станция Гуляйполе в 5-и км.